# Santuario di Santa Teresa del Bambin Gesù (Legnano)
Il santuario di Santa Teresa del Bambino Gesù è un luogo di culto cattolico di Legnano. Annesso al santuario è presente un convento di frati dell'Ordine dei carmelitani scalzi che si sono insediati in città nel 1929. Il santuario è dedicato a Teresa di Lisieux.

## Storia
Il 27 agosto 1927, con l'insediamento dei frati carmelitani a Legnano, fu edificata, grazie ai lasciti di un filantropo, una cappelletta dedicata a Santa Teresa. L'espansione del quartiere Olmina, ed il numero sempre maggiore di fedeli che si recavano alla cappelletta, portò le autorità religiose alla decisione di costruire una nuova chiesa.
La prima pietra del santuario fu posta il 2 ottobre 1931. Il progettista fu l'architetto milanese Ugo Zanchetta. L'edificio fu consacrato dall'arcivescovo di Milano cardinal Alfredo Ildefonso Schuster il 13 settembre 1933.
La chiesa è stata eretta a parrocchiale nel 1964.

## La chiesa e le opere artistiche

Il santuario di Santa Teresa del Bambin Gesù di Legnano negli anni trenta del XX secolo

La pianta del santuario in stile neoclassico con influenze romaniche lombarde, ha forma di croce greca. Quest'ultima è sovrastata da un'imponente cupola alta 22 metri. In corrispondenza degli angoli interni della croce greca, sono presenti quattro cappelle più piccole che sono coperte da quattro cupole. Sopra l'altare è presente una cupola di dimensioni leggermente superiori a quelle appena citate. Il campanile, che è situato a sud-est dell'edificio, ha base quadrata ed è alto due metri in meno della cupola principale. Due cappellette situate ai lati dell'abside danno forma ad un transetto. In una delle due cappelle è presente l'organo. All'interno dell'abside è invece collocato il coro dei frati.
La facciata, che è attraversata da tre ingressi, è in cotto e presenta una grande vetrata centrale a cassettoni. Lo stile della vetrata è ripreso anche all'interno. In corrispondenza dell'ingresso principale, è stato costruito un pronao centrale sorretto da colonne ed avente due grandi aggetti laterali e un timpano.
Il santuario non ha molte decorazioni. Sulla volta della cappella dedicata a Santa Teresa, è dipinto un affresco raffigurante un volo d'angeli. All'interno dell'edificio religioso sono presenti altri affreschi minori. Nel santuario è anche situata una pittura raffigurante la Via Crucis, mentre sopra il tabernacolo è collocata una pregevole croce dorata. Sul lato sinistro dell'edificio, è presente una cappella decorata con un mosaico, all'interno della quale sistemata una statua della Madonna.
Negli anni il santuario ha subito alcuni interventi di abbellimento, come ad esempio la sostituzione dell'altare maggiore. Quello precedente era in muratura, mentre l'altare attuale è in marmi policromi. Ogni colore ha un significato religioso preciso.